# Lupo Solitario (personaggio)
Lupo Solitario (Lone Wolf) è il protagonista di una nota serie di librogame, scritta da Joe Dever a partire dal 1975. Chiamato inizialmente Lupo Silenzioso, prende il suffisso "Solitario" quando diventa l'ultimo sopravvissuto del leggendario ordine dei Cavalieri Ramas (Kai Lords in lingua originale, Cavalieri Kai nella nuova traduzione italiana) in seguito alla morte di tutti i suoi confratelli.
Lupo Solitario è il protagonista dei primi 20 volumi della serie di librogame, mentre nei successivi episodi il personaggio principale è uno dei suoi nuovi discepoli ed egli appare solo come personaggio secondario. È inoltre il protagonista di una serie di 12 romanzi, sempre opera di Joe Dever, conosciuti come la serie della Leggende di Lupo Solitario e ambientati nell'epoca dei primi 8 volumi dei librogame, e di alcuni videogame.

## Aspetto
Lupo Solitario ha tratti nordici, tipici della razza sommerliana: è più volte descritto come avente la pelle chiara, lunghi capelli biondi e occhi blu.

## Biografia del personaggio

### Infanzia
Nel prologo de I Signori delle Tenebre, il primo volume dei librogame, viene spiegato che il protagonista della storia è un giovane accolito dei cavalieri Ramas (Kai nella versione originale inglese e nella nuova traduzione italiana), a cui è stato dato il nome di Lupo Silenzioso per via del suo carattere riservato. In seguito all'uccisione di tutti i suoi confratelli Lupo Silenzioso decide di cambiare il proprio nome in Lupo Solitario.
Nei librogame viene raccontato poco dell'infanzia di Lupo Solitario prima di entrare nel monastero Ramas. Nel romanzo Il massacro dei Ramas, il cui racconto inizia prima degli avvenimenti de I Signori delle Tenebre, si viene a sapere che il vero nome di Lupo Solitario era Landar Vargan e che nacque nell'anno PL 5.036 a Dage, un paesino di Sommerlund. Era figlio di due contadini e aveva una sorella e un fratello maggiori, Kari e Jen.
In seguito alla morte del padre, avvenuta quando Landar aveva solo 5 anni, sua sorella Kari si sposò giovanissima con un ricco mercante per poter essere di aiuto al sostentamento della famiglia. Il marito era un uomo violento e in seguito i due divorziarono.
Suo fratello maggiore Jen era nato con grossi problemi fisici che lo avevano reso zoppo ma nonostante le menomazioni fisiche era un ragazzo avventuroso e un abile nuotatore, che amava avventurarsi con il fratello nelle campagne circostanti il villaggio. Proprio in occasione di una di queste passeggiate sulle rive di uno stagno avvenne la tragedia che segnerà la vita del futuro Cavaliere Ramas: i due fratelli vennero attaccati da uno storgh, un mostro anfibio carnivoro ed estremamente pericoloso, e nel, tentativo di salvare Landar, Jen venne ucciso e divorato dal mostro sotto gli occhi del fratello. Da quel tragico giorno Landar si chiuse in se stesso, divenendo un ragazzino introverso, taciturno e solitario.
Circa un anno più tardi, nell'anno PL 5.044, il Maestro Ramas Falco della Tempesta scelse il giovane Landar come accolito Ramas per istruirlo alle arti segrete dell'Ordine, dandogli il nome Ramas di Lupo Silenzioso.

### Apprendistato al monastero
Negli anni della sua permanenza al monastero Ramas Lupo Silenzioso non si fa molto notare per le sue capacità, dimostrandosi uno studente chiuso e refrattario ad ogni insegnamento, nonostante il suo tutore Falco della Tempesta lo sproni a impegnarsi maggiormente, a volte anche imponendogli severe punizioni per il suo atteggiamento perennemente distratto. Gli unici insegnamento che Lupo Silenzioso sembra seguire con interesse sono l'allenamento fisico e le arti di combattimento.

### La distruzione dell'Ordine dei Ramas
Da diverso tempo i Signori delle Tenebre, le malvagie creazioni del Dio del Male Naar, tentavano senza successo di abbattere la resistenza di Sommerlund distruggendo il suo più importante baluardo di difesa, ovvero l'Ordine dei Cavalieri Ramas, ma nonostante tutti gli sforzi i loro tentativi erano sempre risultati vani. Ma nell'anno PL 5.049 Vonatar, un mago della Confraternita della Stella di Cristallo, la gilda di maghi di Sommurlund, tradisce i suoi confratelli e tutto il paese alleandosi con il Signore delle Tenebre Zagarna in cambio della sua promessa di insegnargli tutto sulla Magia Nera praticata dai Nadziranim.
La notizia del suo tradimento e della sua fuga verso Helgedad, la roccaforte dei Signori delle Tenebre, giunge fino al monastero Ramas che organizza una spedizione verso i Monti Durncrag, situati al confine tra Sommerlund e la terra abitata dai Signori delle Tenebre. La pattuglia, composta da Lupo Silenzioso e Falco della Tempesta, ha il solo scopo di monitorare eventuali movimenti di truppe, ma sfortunatamente i due si imbattono in una truppa di Giak comandati proprio da Vonatar. Durante lo scontro il mago traditore uccide Faldo della Tempesta, risparmiando però Lupo Silenzioso che il suo maestro aveva fatto nascondere dietro una roccia.
Nonostante ritorni al monastero e riferisca quanto successo, i Grandi Maestri Ramas sottovalutano il pericolo rappresentato da Vonatar, credendo che nessun umano, per quanto dotato di grandi capacità magiche, potrebbe mai stringere un patto con un Signore delle tenebre. Purtroppo la loro incapacità di riconoscere il pericolo imminente li condurrà alla distruzione quasi totale: all'alba del primo giorno di primavera (Fehmarn) dell'anno PL 5.050, per i Ramas un giorno di festa in cui tutti i cavalieri si sono riuniti al monastero, il Signore delle Tenebre Zagarna insieme al mago traditore scatenano contro di loro un attacco colossale, radendo al suolo il monastero e uccidendo quasi tutti i Cavalieri Ramas... tranne Lupo Silenzioso che, nuovamente in punizione, si trova in quel momento a far legna nella foresta. Correndo verso il Monastero, nel tentativo di raggiungere la battaglia, Lupo Silenzioso sbatte la testa contro un tronco d'albero e sviene; creduto morto dall'esercito di Zagarna si risveglia solo molte ore dopo, a battaglia conclusa. Capendo di essere ormai l'ultimo dei Ramas cambia nome in Lupo Solitario e compie un lungo viaggio in lotta contro il tempo verso la capitale di Sommerlund, Holmgard per avvisare il re dell'immane pericolo che corrono ormai tutte le Terre Libere del Magnamund.

### Guerra contro i Signori delle Tenebre
Sempre nell'anno PL 5.050, grazie al recupero Spada del Sole, una leggendaria arma in grado di sconfiggere i Signori delle Tenebre, Lupo Solitario abbatte il dominio di Zagarna. Da questo momento in poi compirà in gran numero di imprese eroiche, per ricostruire l'Ordine dei Cavalieri Ramas e distruggere definitivamente la minaccia dei Signori delle Tenebre:
- Nell'anno PL 5.051 cattura Vonatar, rifugiatosi a Kaltenland e lo spedisce nel Daziarn.
- Nel PL 5.052 viene catturato dal Signore delle Tenebre Haakon che lo usa come 'trofeo' davanti agli altri Signori delle Tenebre per garantirsi il diritto al titolo di Signore dei Signori delle Tenebre.
- Nel PL 5.053 il Signore delle Tenebre Slutar, nemico giurato di Haakon, lo riporta a Sommerlund per umiliare il rivale. Gli altri Signori delle Tenebre però giudicano quest'atto un vero e proprio tradimento, consegnando di fatto il potere supremo nelle mani di Haakon.
- Nell'anno PL 5.054 impedisce la resurrezione di Vashna, un potente Signore delle Tenebre imprigionato nel Maakengorge dal re Ulnar I.
- Nel PL 5.055 recupera il Libro del Ramastan e imprigiona Haakon nella Piana della Disperazione.
- Nel PL 5.058 trova la prima delle sette Pietre della Sapienza
- Nel PL 5.059 Lupo Solitario viaggia a Dessi e distrugge la roccaforte di Kazan Oud.
- Nell'anno PL 5.060 viaggia con Paido, un mago-guerriero di Dessi, fino al Darnag e trova la Pietra della Sapienza di Ohrido.
- Nel PL 5.061 Lupo Solitario recupera la Pietra della Sapienza di Tahou e uccide il sultano (Zakhan) Kimah, che era stato alleato dei Signori delle Tenebre; lo Zakhan Shoualli gli succede e dichiara guerra a Helgedad.
- PL 5.062: Gnaag inizia l'assedio di Torgar; i Signori delle Tenebre Chlanzor e Kraagenskul vengono sconfitti dagli eserciti delle Terre Libere a Zuttezna; i Signori delle Tenebre distruggono Luomi, recuperano le tre Pietre della Sapienza rimaste e le portano da Mozgoar a Torgar. Gnaag riesce ad attirare con uno stratagemma Lupo Solitario fino a Torgar, lo spedisce nel Daziarn e lo dichiara morto.
- Nel PL 5.063 Gnaag continua la conquista del nord del Magnamund e crea il Tanuz Tuktor, un meccanismo che permette ai Signori delle Tenebre di lasciare il Regno delle Tenebre.
- Anno PL 5.070: dopo molte traversìe Lupo Solitario riesce a fuggire dal Daziarn, entra ad Helgedad e uccide Gnaag con la Spada del Sole. Muoiono tutti i Signori delle Tenebre, il Tanuz Tuktor viene distrutto e le Armate delle Tenebre vengono sconfitte.
- Nel PL 5.071 ricostruisce l'Ordine dei Ramas e ne diviene il Grande Maestro.
- Nel PL 5.073 scopre che le Arti Ramastan, apprese grazie al Libro del Ramastan, non sono altro che un riflesso delle Arti Ramas Superiori, che portano i Grandi Maestri Ramas a divenire Supremi Maestri dell'Ordine.
- Nel PL 5.075 i Druidi Ceneresi fuggiti a Ruel creano un potentissimo virus in grado di sterminare l'intera umanità. Lupo Solitario si infiltra nella loro roccaforte e distrugge il virus, ma al suo ritorno al Monastero deve correre a salvare il suo amico Banedon imprigionato a Kaag.
- Nell'anno PL 5.076 il Signore della Guerra Magnaarn trova la Pietra della Dannazione di Darke e la usa per obbligare i Nadziranim ad aiutarlo. Lupo Solitario lo uccide.
- Nel PL 5.077 Naar il Dio delle Tenebre crea l'Asta della Morte. Lupo Solitario previene per la seconda volta la resurrezione di Vashna e uccide l'Arcidruido Cadak.
- Infine, nell'anno PL 5.080, Lupo Solitario diviene il Supremo Maestro Ramas; a questo punto non comparirà più come personaggio principale dei librogame e le successive avventure (libri 21-28) saranno compiute da uno dei suoi discepoli.

Nel complesso Lupo Solitario uccide direttamente 5 Signori delle Tenebre: Zagarna nel secondo libro, Haakon nel quinto, Kraagenskull, Taaktal e Gnaag nel dodicesimo. Altri Signori delle Tenebre morti prima della sconfitta finale sono 4: Vashna, Slutar, Unc e Ghurch. I restanti undici moriranno durante gli scontri con gli Eserciti Alleati.

## Poteri

### Capacità
Lupo Solitario può contare su doti tattiche (combattività) e difensive (resistenza). Ci sono vari oggetti magici ed armi magiche in grado di incrementare questi bonus.

### Arti
Dal PL 5050 al PL 5055 Lupo Solitario usa le arti ramas che sono 10. Nel PL 5055, però, diventa Maestro Ramas e comincia l'apprendimento delle Arti Ramastan.
Anche le Arti Ramastan sono 10. Lupo Solitario termina il loro apprendimento nel PL 5070.
Dal PL 5071 al PL 5082, dopo di aver terminato la ricostruzione del Monastero Ramas e di aver fondato il nuovo Ordine Ramas, Lupo Solitario si spinge oltre ogni altro Ramas prima di lui e si addentra nel sentiero delle Arti Superiori Ramas. Alla fine, nel PL 5082,  dopo essere tornato dal Piano delle Tenebre con la Pietra di Luna, Lupo Solitario apprende le ultime arti e diventa Supremo Maestro Ramas.

### Armi
L'arma più iconica di Lupo Solitario è la Spada del Sole (nell'edizione originale nota anche come Sommerswerd), che incrementa di molto la sua combattività, gli permette di disintegrare alcuni campioni del male, lo aiuta a parare, assorbire o respingere incantesimi lanciatigli contro e in alcuni casi anche a rigenerargli resistenza sfruttando incantesimi ostili.